# Колышко, Бенедыкт
Бенедыкт Колы́шко (пол. Benedykt Kołyszko; 1750, Сервуки — 16 апреля 1834, Львов) — польский генерал, повстанец.

## Биография
Бенедыкт Колышко родился в 1750 году в местечке Сервуки.
Поступил на службу в кавалерию в 1778 году. Сражался в войне с Россией 1792 года, в том числе под Зеленьцами, где отличился, был награждён орденом Virtuti Militari и произведён в майоры. Участвовал в Восстании Костюшко — в чине бригадира возглавлял II украинскую бригаду кавалерии, в 1794 г. был произведён в генерал-майоры. При восстании был ранен в руку, но врачи смогли вернуть его в прежнее состояние.
После подавления восстания бежал в Венецию, затем вернулся на родину не занимался ни политикой и проживал в своём имении. Когда вспыхнуло ноябрьское восстание 1830 года, принял в нём участие. Был руководителем восстания в Подолье. Больших успехов не имел, потерпел поражение в битве под Дашевом от русских войск под командованием генерала Л.О.Рота, перешёл границу и был интернирован в Австрии.
Вскоре после освобождения умер во Львове; его могила находится на Лычаковском кладбище.